# Croxley (metrostation)
Croxley is een station van de metro van Londen aan de Metropolitan Line. Het station is geopend in 1925 en gebouwd in de metroland-stijl die in het interbellum gangbaar was bij de Metropolitan Line.

## Geschiedenis
Nadat in 1917 de UERL, concurrent van de Metropolitan Railway (MR), haar Baker Street and Waterloo Railway, de latere Bakerloo Line, had doorgetrokken wilde ook MR een verbinding met Watford hebben. De MR stelde een zijlijn voor vanaf haar westlijn bij Rickmansworth naar het centrum van Watford, met onderweg stations bij Croxley Green en Cassiobury Park. Het station in het centrum van Watford kwam er niet maar de andere werden samen met de zijlijn op 2 november 1925 geopend. De naam Croxley Green was echter verwarrend omdat de Londen North Western Railway (LNWR) in 1912 een station met dezelfde naam had geopend ongeveer 500 meter oostelijker aan het Grand Union Canal, daarom werd de naam van het metrostation in 1949 ingekort tot Croxley. In 1993 lag er een plan om het spoorbed van de inmiddels opgebroken sporen van de LNWR te gebruiken voor de Croxley Rail Link. Dit zou betekenen dat de Metropolitan Line in plaats van naar het eindpunt Watford via een nieuw viaduct naar Watford Junction zou gaan rijden, waarmee dan de verbinding met het centrum van Watford alsnog tot stand zou komen. Op 25 januari 2017 publiceerde de krant Watford Observer een standbericht over de Croxley Rail Link waarin werd bevestigd dat het werk was gestopt in verband met een gebrek aan bekostiging.

## Reizigersdienst
Croxley is het enige tussenstation op de tak tussen Moor Park, op de hoofdlijn tussen Baker Street en Amersham, en het eindpunt in Watford. Aanvankelijk was er een pendeldienst van en naar Rickmansworth, maar die werd in januari 1960 gestaakt. In 1987 kwam de pendeldienst terug met een rit in de vroege ochtend en een in de late avond per enkele reis. Na de instroom van S8 materieel werd de pendeldienst doorgetrokken naar Amersham.

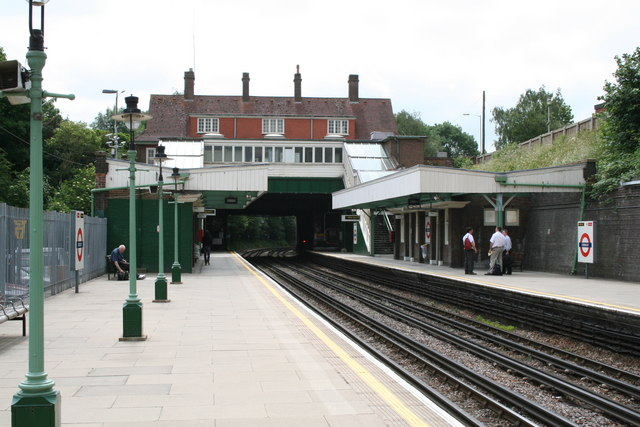
Het station gezien uit het noorden.
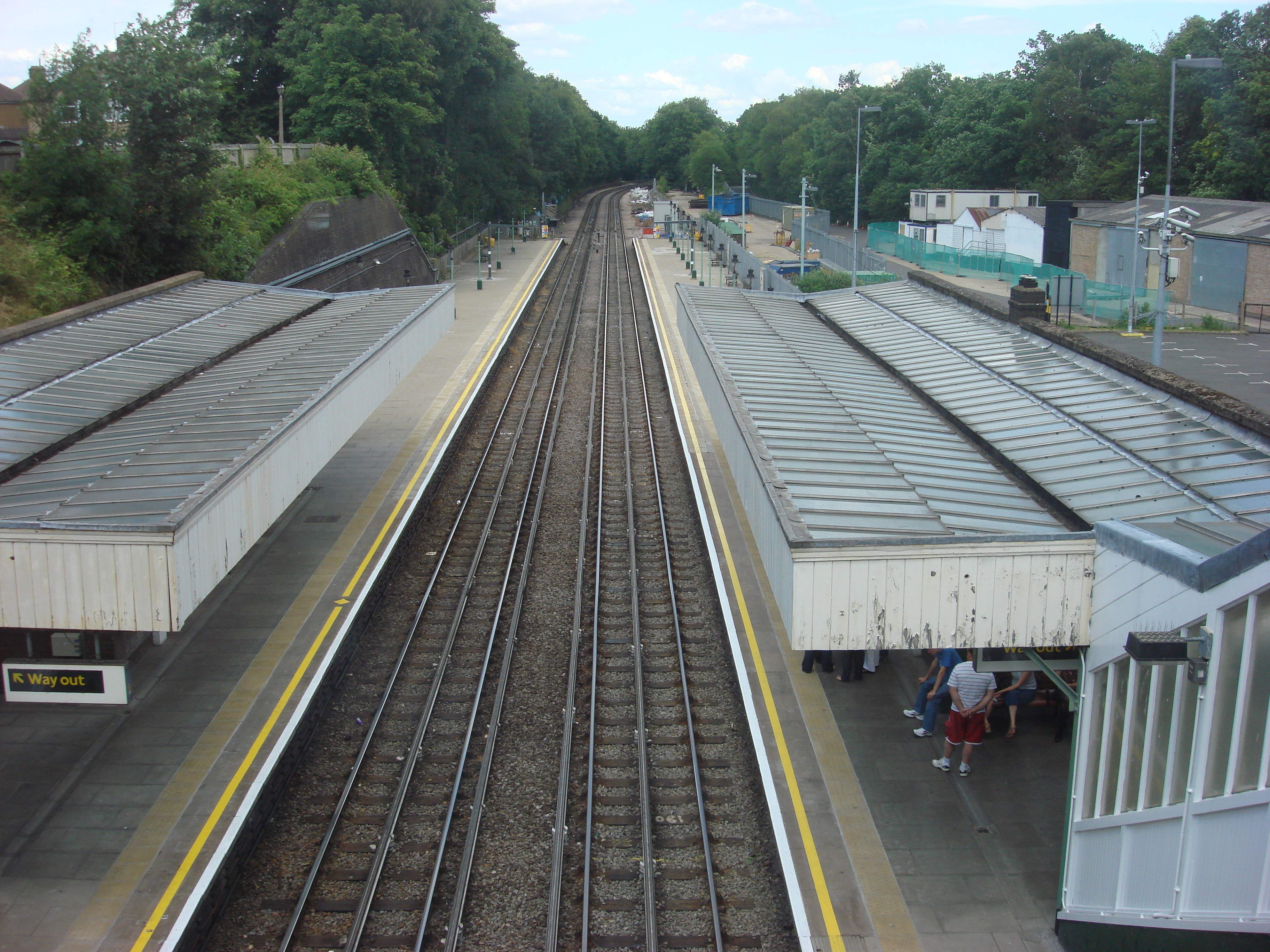
Een blik naar het noorden uit het stationsgebouw.
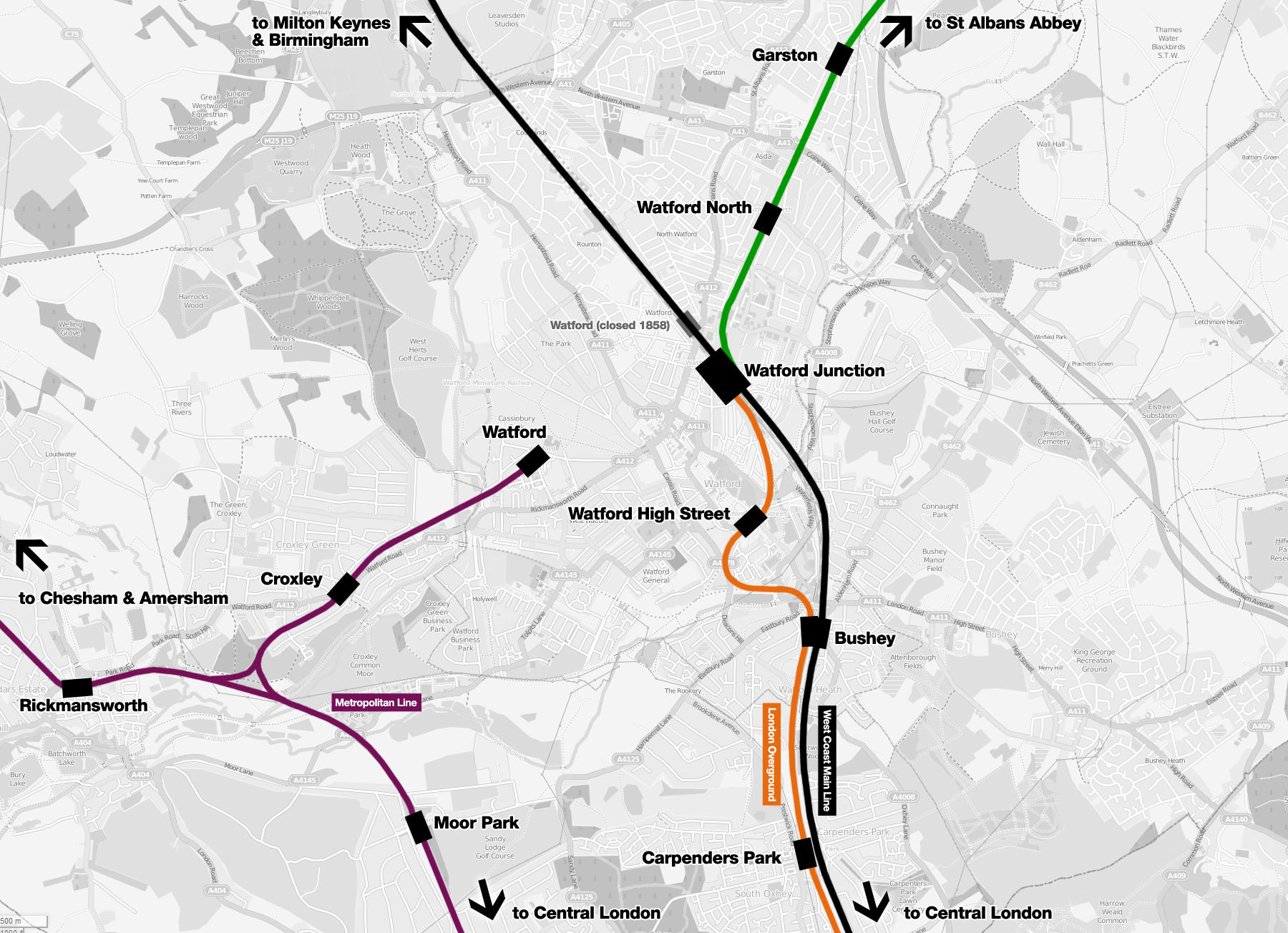
De verschillende spoorverbindingen in en rond Watford.